# Rectoria de Llorà
La Rectoria de Llorà és una obra de Sant Martí de Llémena (Gironès) inclosa a l'Inventari del Patrimoni Arquitectònic de Catalunya.

## Descripció
És un edifici de planta rectangular amb pocs cossos afegits. La casa principal està sobre una plataforma aguantada per un mur de contenció de pedra vista restaurada, on hi ha la porta d'accés d'arc rebaixat i amb data mig esborrada (18..) i d'altres obertures. Aquest mur té una alçada de dues plantes.
La casa és de planta baixa i un pis, amb teulat a dues aigües i carener perpendicular a la façana principal. Està arrebossada. Conserva la façana de ponent d'un edifici anterior a la construcció actual, formada per dos pisos sense obertures, amb un aparell d'opus spicatum, i un tercer pis, construït amb petits carreus, on hi ha un rengle d'espitlleres.

## Història
Segons data inscrita: 18__.